# DWI – Leibniz-Institut für Interaktive Materialien

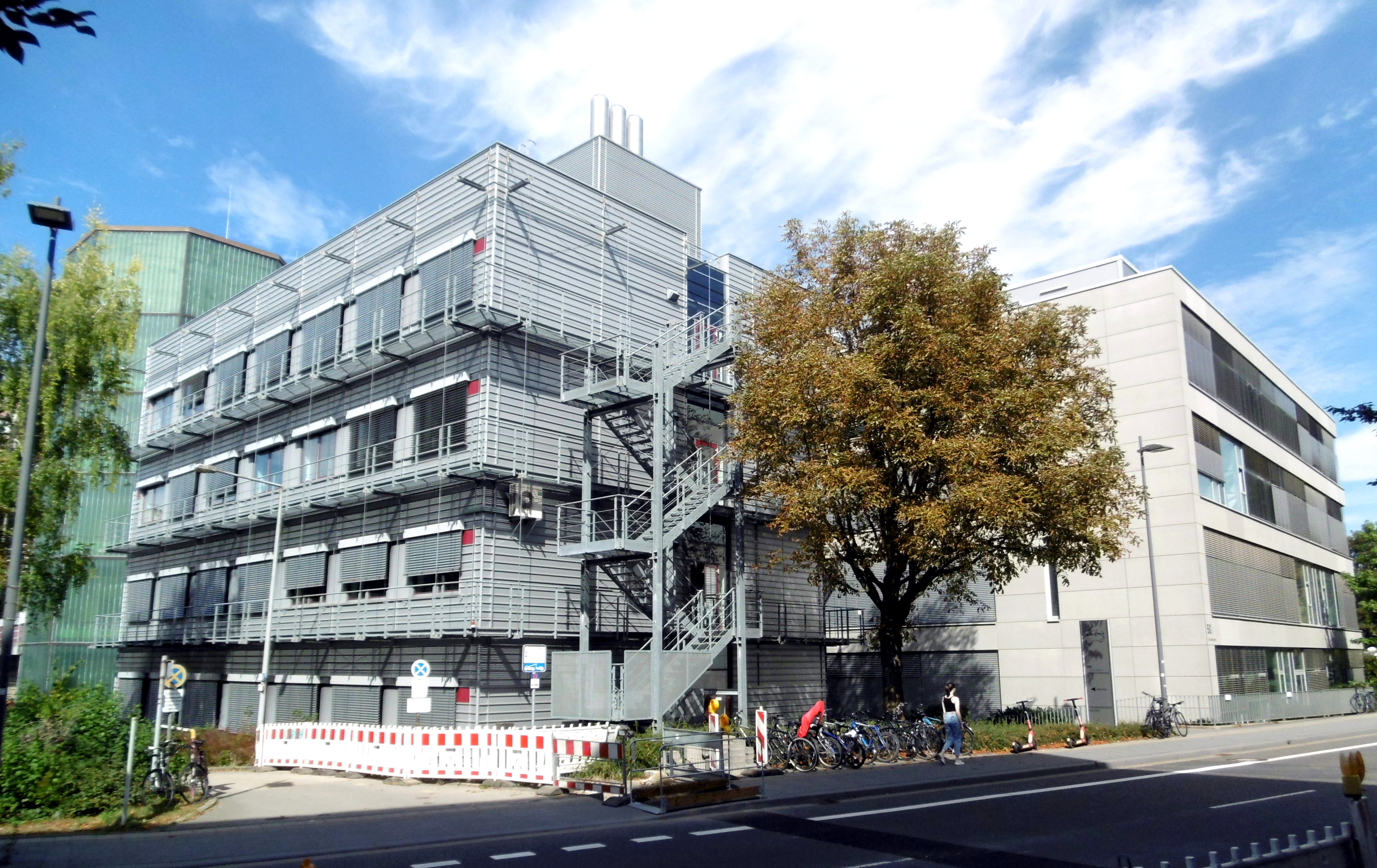
Institutsgebäude Forckenbeckstraße Aachen

Das DWI – Leibniz-Institut für Interaktive Materialien e.V. (zuvor: Deutsches Wollforschungsinstitut) ist eine von Bund und Ländern finanzierte Forschungseinrichtung der Leibniz-Gemeinschaft mit Sitz auf dem Campus Melaten der RWTH Aachen. Das Institut wurde am 1. Januar 2014 als erstes Aachener Institut in die Leibniz-Gemeinschaft aufgenommen. Es entwickelte sich aus dem 1952 gegründeten Deutschen Wollforschungsinstitut, das auf Betreiben der deutschen Wolltextilindustrie zustande gekommen war. Über einen langen Zeitraum war das DWI ein auf die textile Materialforschung und Oberflächenveredelung ausgerichtetes Forschungsinstitut mit Schwerpunkten in den Bereichen Textilien, Haarkosmetik, funktionale Polymere und Biomaterialien. Seit 2022 widmet es sich primär der Entwicklung von Materialien mit aktiven und adaptiven Eigenschaften in den beiden Wirkbereichen Biomedizin-Materialien und nachhaltige Materialien.

## Geschichte
Das neu gegründete Institut wurde untergebracht in einem Gebäude an der Ecke Kreuzherrenstraße/Veltmanplatz in Aachen und damit in unmittelbarer Umgebung der zentralen Gebäude der Hochschule. Erster Institutsdirektor von 1952 bis 1985 war der Chemiker Helmut Zahn, unter dessen Leitung die chemische Totalsynthese des Insulins gelang, wobei es sich zugleich auch um die erste Proteinsynthese überhaupt handelte. Als Zahns Nachfolger wurde der Chemiker Hartwig Höcker berufen, der unter anderem die Biomaterialforschung forcierte.
Unter der Leitung des von 2003 bis 2019 amtierenden Institutsdirektors Martin Möller fand ein Jahr später der Umzug in Forckenbeckstraße Nr. 50 im Bereich des Campus Melaten statt. 2008 wurde das Institut umstrukturiert und eine zweite Professur eingerichtet. Damit zusammenhängend wurde es in „DWI an der RWTH Aachen e.V.“ umbenannt und in das Aachener Vereinsregister eingetragen. Nachdem im Jahr 2011 ein Erweiterungsbau bezogen werden konnte, wurde es möglich, ein Jahr später am DWI ein 3F-Labor für funktionale Oberflächen, Filme und Fasern einzurichten. Noch im gleichen Jahr wurde anlässlich des 60-jährigen Jubiläums die „Helmut-Zahn-Bibliothek“ eingeweiht und das neue Zentrum für chemische Polymertechnologie (CPT) eröffnet.
Schließlich wurde das DWI im Januar 2014 auf Empfehlung des Wissenschaftsrats als erstes Aachener Institut in die Leibniz-Gemeinschaft aufgenommen und Ende des Jahres in „DWI – Leibniz-Institut für Interaktive Materialien“ umbenannt.
Von 2019 bis Ende 2022 war Stefan Hecht wissenschaftlicher Direktor des DWI. Die Neubesetzung der wissenschaftlichen Direktion steht noch aus.

## Forschungsschwerpunkte
Die Forschungsprojekte am DWI adressieren zentrale gesellschaftliche Herausforderungen und lassen sich jeweils in einen der beiden Wirkbereiche einordnen: Biomedizin-Materialien und nachhaltige Materialien. Inspiration für die Forschung findet sich in lebenden Systemen und biologischen Materialien, die ein breites Spektrum aktiver und adaptiver Funktionen aufweisen. Im Wirkbereich der nachhaltigen Materialien tragen die Ergebnisse des DWI unter anderem zur Entwicklung umweltfreundlicher Klebstoffe, biobasierter Flammschutzmittel sowie regenbeständiger Pflanzen- und Saatgutschutzmittel bei. Zu den Schwerpunkten des DWI im Wirkbereich Biomedizin-Materialien gehören die Herstellung von Ex-vivo-Gewebemodellen zur Untersuchung von Erkrankungen, die regenerative In-vivo-Medizin, biofunktionale Beschichtungen von Medizinprodukten sowie die räumlich und zeitlich gesteuerte Aktivierung von pharmazeutischen Wirkstoffen. Auf Grundlage des im August 2019 veröffentlichten Positionspapiers „Leibniz-Transfer“ der Leibniz-Gemeinschaft verfolgt das DWI einen mehrgliedrigen Transfer-Pfad, der sowohl Maßnahmen des Wissenstransfers als auch des Technologietransfers beinhaltet.

## Struktur und Organisation
Das DWI wird von einer mehrköpfigen Wissenschaftlichen Leitung betrieben, der ein wissenschaftlicher und ein kaufmännischer Direktor vorstehen. Wissenschaftlicher Leiter ist Andreas Herrmann (Stand März 2025). Es kooperiert sowohl mit anderen RWTH-Instituten wie beispielsweise mit dem Helmholtz-Institut für Biomedizinische Technik oder dem Institut für Kunststoffverarbeitung als auch mit nationalen, wie dem Forschungszentrum Jülich, und internationalen Hochschulinstituten. Darüber hinaus arbeitet das DWI in Forschungsprojekten eng mit Fachleuten aus der Industrie zusammen, sowohl mit klein- und mittelständischen Unternehmen als auch mit namhaften Konzernen. Beim DWI waren Ende 2022 etwa 150 Mitarbeiter beschäftigt, davon rund zwei Drittel wissenschaftliches Personal.
Das DWI finanziert sich größtenteils durch Zuschüsse des Landes Nordrhein-Westfalen (2012: 4,35 Mio Euro), die durch Drittmittel und Einnahmen durch Auftragsforschung und Servicemessungen ergänzt werden (2012: 3,78 Mio Euro). Darüber hinaus wird das DWI von dem „Förderverein Deutsches Wollforschungsinstitut Aachen e.V.“ unterstützt, dem engagierte Verbände, Firmen und Privatpersonen angehören und die maßgeblichen Einfluss auf wichtige Entscheidungen haben.